# Tractat de Sant Ildefons (1796)
El tractat de Sant Ildefons va ser una aliança militar signada entre Espanya i França el 1796, en el marc de les guerres napoleòniques. Segons els termes de l'acord, tots dos estats convenien a mantenir una política militar conjunta davant la Gran Bretanya, que en aquells moments amenaçava a la flota espanyola en els seus viatges a Amèrica.

## Context
Després de la signatura el 1795 de la Pau de Basilea, per la qual es va posar fi a la guerra hispano-francesa del Rosselló que havia tingut lloc entre 1793 i 1795, ambdós països van decidir unir les seves forces contra la Gran Bretanya, enemic comú: França es trobava en guerra contra la Primera Coalició, en què la Gran Bretanya era la principal potència de la unió de diversos països, mentre que Espanya era objectiu de la flota militar britànica a les colònies americanes.

## Acords
Manuel Godoy, en nom de Carles IV d'Espanya, i el general Catherine-Dominique de Pérignon, enviat pel Directori francès, ajustaren el tractat el 18 d'agost de 1796 al Palau Reial de la Granja de San Ildefonso. Els principals punts acordats foren els següents:
- Hi hauria una aliança militar ofensiva i defensiva entre els dos països.
- A petició de qualsevol de les parts signants, l'altra la socorreria en el termini màxim de tres mesos amb una flota de 15 navilis de línia, 6 fragates i 4 corbetes, tots ells degudament armats i avituallats. A aquesta armada s'afegirien forces de terra de 18.000 soldats d'infanteria, 6.000 de cavalleria i artilleria en proporció.
- El manteniment d'aquestes forces aniria a càrrec del país al qual pertanyien.
- En cas de guerra de comú acord, ambdues potències unirien totes les seves forces militars i actuarien segons una política conjunta.

## Conseqüències
Les forces britàniques a la Mediterrània, que operaven al final de llargues i vulnerables cadenes de subministrament, tenien un gran i poderós enemic a la seva rereguarda. Gibraltar, en particular, estava sota amenaça, i immediatament es va retirar la guarnició britànica de Còrsega, que havien capturat en 1794, per defensar la fortalesa a l'entrada del Mediterrani, i les tropes franceses d'Antoine Gentili van capturar la major part de l'illa amb el suport dels locals, i el desembre de 1796, la flota britànica, ara sota el comandament de Sir John Jervis, es va retirar completament del Mediterrani.